# Podpreska
Podpreska je naselje u slovenskoj Općini Loškom Potoku. Podpreska se nalazi u pokrajini Dolenjskoj i statističkoj regiji Donjoposavskoj regiji. 

## Stanovništvo
Prema popisu stanovništva iz 2002. godine naselje je imalo 109 stanovnika.